# Muhuvata, Kozeatîn
Muhuvata (în ucraineană Мухувата) este un sat în comuna Vivseanîkî din raionul Kozeatîn, regiunea Vinnița, Ucraina.

## Demografie
Componența lingvistică a localității Muhuvata
     Ucraineană (100%)
Conform recensământului din 2001, toată populația localității Muhuvata era vorbitoare de ucraineană (100%).